# C&A (equipo ciclista)
C&A fue un equipo ciclista belga que compitió profesionalmente en 1978. Se creó como sucesor del Fiat France. Fue el último equipo donde compitió Eddy Merckx. Estaba patrocinado por la cadena de tiendas de moda C&A.

## Principales resultados
- Lieja-Bastogne-Lieja: Joseph Bruyère (1978)
- Flecha Brabanzona: Marcel Laurens (1978)

### En las grandes vueltas
- Vuelta a España
  - 0 participaciones

- Tour de Francia
  - 1 participación (1978)
  - 1 victorias de etapa:
    - 1 en 1978: Walter Planckaert

- Giro de Italia
  - 0 participaciones

## Composición del equipo
| Integrantes del equipo 1978            | Integrantes del equipo 1978 | Integrantes del equipo 1978 | Integrantes del equipo 1978 |
| Corredor                               | Fecha de nacimiento         | Equipo previo               |                             |
| -------------------------------------- | --------------------------- | --------------------------- | --------------------------- |
| Joseph Bruyère                         | 5 de octubre de 1948        | Fiat France (1977)          |                             |
| Étienne De Beule                       | 20 de noviembre de 1953     | Fiat France (1977)          |                             |
| Jos Deschoenmaecker                    | 2 de octubre de 1947        | Fiat France (1977)          |                             |
| René Dillen                            | 18 de junio de 1951         |                             |                             |
| Edward Janssens                        | 18 de enero de 1946         | Fiat France (1977)          |                             |
| Marcel Laurens                         | 21 de junio de 1952         | IJsboerke-Colnago (1977)    |                             |
| Ludo Loos                              | 13 de enero de 1955         | Ebo-Superia (1977)          |                             |
| René Martens                           | 27 de mayo de 1955          |                             |                             |
| Jacques Martin                         | 16 de abril de 1952         | Fiat France (1977)          |                             |
| Eddy Merckx (1 de ene–19 de mar, Nota) | 17 de junio de 1945         | Fiat France (1977)          |                             |
| Robert Mintkiewicz                     | 14 de octubre de 1947       | Gitane-Campagnolo (1977)    |                             |
| Walter Planckaert                      | 8 de abril de 1948          | Maes Pils-Mini Flat (1977)  |                             |
| Willy Planckaert                       | 5 de abril de 1944          | IJsboerke-Colnago (1976)    |                             |
| Eddy Schepers                          | 12 de diciembre de 1955     |                             |                             |
| Guido Van Calster                      | 6 de febrero de 1956        |                             |                             |
| Etienne Van der Helst                  | 7 de mayo de 1953           | Maes Pils-Mini Flat (1977)  |                             |
| Frank Van Impe                         | 11 de junio de 1955         |                             |                             |
| Lucien van Impe                        | 20 de octubre de 1946       | Lejeune-BP (1977)           |                             |
|                                        |                             |                             |                             |
| Fuente: Cycling Archives               |                             |                             |                             |

Nota: Eddy Merckx, final de la carrera deportiva